# Пью, Дэнни
Дэ́ниел А́дам Пью (англ. Daniel Adam Pugh), более известный как Дэ́нни Пью (англ. Danny Pugh; 19 октября 1982, Стокпорт, Англия) — английский футболист, полузащитник и левый защитник. Тренер. 

## Карьера

### «Лидс Юнайтед»
После небольшой практики в «Манчестер Юнайтед» Пью стал первым игроком которого, в период перемен «Лидс Юнайтед» (вызванного с приходом нового тренера Кевина Блэквелла) обменяли на бывшего любимца «Уайтс» Алана Смита. Пью был приобретён в надежде, что он поможет команде избежать вылета(связанными с финансовыми проблемами команды). Его умение играть на левой фланге полузащиты и обороны должно было стать основным фактором замены четверых, травмированных с предыдущего сезона, игроков.
Его карьера в «Лидсе» началась довольно неплохо: за первую половину сезона он провел на позиции левого полузащитника почти все матчи, при постановке 4-4-2, и был лучшим бомбардиром в клубе до прибытия Дэвида Хили из «Престона». Пью сперва был смещён на позицию левого защитника после травмы, Стивена Крейни и потери «игровой формы» Фрейзера Ричардсона. Однако, впоследствии Пью и вовсе попал в запас. Блэквелл решил поменять тактику на 4-3-3, что означало, что место Пью в основе занял Дэвид Хили, а позиция левого защитника была отдана Мэтью Килгаллону.

### «Престон»
В июне 2006 года Пью был продан в «Престон» за 250 тысяч фунтов стерлингов. За последние шесть месяцев игры в «Лидсе», за основной состав он сыграл лишь пять матчей. Пью был основным игроком в «Престоне», играя на левом фланге, а иногда даже и на позиции центрального полузащитника.

### «Сток Сити»
2 ноября 2007 года, было объявлено, что «Сток Сити» приобрёл Дэнни Пью, сперва на правах аренды с правом дальнейшего перехода в январе. Главный тренер Стока» Тони Пулис был «рад, что приобрел хорошего левого полузащитника». Сделка состоялась 3 января 2008 года. «Сток» заплатил «Престону» 500 тысяч фунтов стерлингов за Пью. Пью регулярно, с момента вступления в клуб, попадал в основу играя левого полузащитника и левого защитника. Он также смещался и в центр полузащиты, таким образом став лучшим игроком матча в играх против «Уотфорда» и «Ньюкасла».
Пью пытался закрепиться в основе в течение всего сезона 2008/09, но в большинстве матчей его выпускали лишь только на замену. Он забил свой первый гол за «Сток» в матче против «Ротерем Юнайтед» в Кубке Лиги, а его команда победила со счётом 2:0. Вскоре, из-за травмы, состав покинул Дэнни Хиггинботам и конец сезона Пью заменял его на позиции правого защитника, где он пробыл до конца сезона, до которого оставалось всего несколько матчей (против «Фулхэма», «Уигана» и «Арсенала»). Несмотря на непопадание в основу Пью продлил контракт с клубом до 2012 года. Свой первый гол в чемпионате Пью забил в матче с «Арсеналом», однако его команда проиграла тот матч (3:1) и он также был удалён.

### Возвращение в «Лидс Юнайтед»
22 сентября 2011 года Пью вернулся в «Лидс Юнайтед». Футболист подписал с командой трехмесячное арендное соглашение. Как сообщил главный тренер «павлинов» Саймон Грейсон, в январе команда постарается выкупить права на полузащитника.
23 сентября, в матче с «Брайтоном», Дэнни сыграл свой первый матч за «Лидс» после пятилетнего отсутствия в команде. На игру он вышел в основном составе и провел на поле 80 минут . В следующем матче чемпионата, 1 октября, когда «белые» играли с «Портсмутом», Пью забил единственный в матче гол, благодаря которому его команда победила.
1 января 2012 года заключил контракт с «Лидсом» на 2,5 года. По некоторым данным, сумма трансфера составила 500 тысяч фунтов. В августе 2012 года Нил Уорнок объявил что футболист выставлен на трансфер, однако до закрытия летнего окна игрок так и не покинул «Лидс».